# Ara o mai (pel·lícula de 2024)
Ara o mai (italià: Fino alla fine) és una pel·lícula de thriller romàntic italiana del 2024 dirigida per Gabriele Muccino. És protagonitzada per Elena Kampouris, Saul Nanni, Lorenzo Richelmy, Enrico Inserra i Francesco Garilli. La pel·lícula es va estrenar al 19è Festa del Cinema di Roma el 18 d'octubre de 2024 i es va estrenar als cinemes d'Itàlia el 31 d'octubre de 2024. S'ha subtitulat al català.
La pel·lícula, dirigida per Muccino i coescrita amb Paolo Costella, va ser produïda per Lotus Production i Rai Cinema, amb un pressupost d'11 milions d'euros. Es va rodar principalment durant les hores de llum durant set setmanes a partir del setembre del 2023. El rodatge va tenir lloc a Palerm, concretament en ubicacions específiques com Mondello, el Cassaro, el Foro Italico i el Jardí Botànic de Palerm.